# Pentacentrus quadridentatus
Pentacentrus quadridentatus är en insektsart som beskrevs av Lucien Chopard 1940. Pentacentrus quadridentatus ingår i släktet Pentacentrus och familjen syrsor. Inga underarter finns listade i Catalogue of Life.